# Ligne Pétange - Fond-de-Gras - Doihl
La ligne Pétange - Fond-de-Gras - Bois-de-Rodange ou ligne des Minières est une ancienne ligne de chemin de fer industrielle luxembourgeoise de 9,27 km de long à voie normale qui reliait la gare de Pétange aux installations minières entourant le lieu-dit Fond-de-Gras. La ligne est aujourd'hui utilisée par un chemin de fer touristique, le Train 1900. Cette ligne des Minières ne doit pas être confondue avec la Minièresbunn Fond-de-Gras – Lasauvage à voie étroite (700 mm), elle aussi exploitée par un chemin de fer touristique.

## Histoire
La compagnie des chemins de fer Prince-Henri reçoit en 1873 l'autorisation de construire un chemin de fer industriel menant aux mines de minette au sud-ouest de Pétange. La première section de Pétange au lieu-dit Fond-de-Gras est ouvert le 20 décembre 1875, le reste de la ligne est alors en construction. En raison des difficultés financières de la compagnie, les travaux de construction sont arrêtés en 1876.
En 1877, la Société anonyme luxembourgeoise des chemins de fer et minières Prince-Henri, qui succède à la précédente compagnie après sa faillite, reprend et poursuit la construction de la ligne à l'été 1878. Le 19 avril 1879, l'extension fut ouverte jusqu'au Bois-Châtier, peu avant la frontière française ; un raccordement au réseau français fut envisagé, mais ne vit jamais le jour.
L'essentiel du trafic, exclusivement de marchandises, consiste au transport du minerai extrait et du bois exploité dans les environs.
Le trafic ferroviaire commence à décliner avec les premières fermetures de mines durant la seconde Guerre mondiale et le dernier train minier circule en 1962. À l'automne 1964, un glissement de terrain au point kilométrique 2,2 emporte les voies et le trafic est suspendu, la ligne est officiellement fermée le 6 octobre 1970.
Le 4 août 1973, la section allant de l'éboulement jusqu'au Bois-de-Rodange est remise en service pour devenir une ligne touristique exploitée par l'Association des musées et tourisme ferroviaire (AMTF), le Train 1900 ; l'AMTF fini par racheter la ligne en 1986, qui sort alors du réseau ferré national.
Au tournant du XXIe siècle, la ligne est re-prolongée jusqu'en gare de Pétange, en contournant l'éboulement et le site industriel Eucosider — aujourd'hui rasé — construit sur le tracé d'origine, et est de nouveau raccordée au réseau national.

## La ligne
Le tracé de cette ligne, construite à l’économie sans ouvrages d'art, comporte de nombreuses courbes à flanc de coteau. Un rebroussement en gare de Fond-de-Gras est nécessaire pour continuer en direction de Bois-Châtier.
Longue initialement de 9,27 km, la ligne n'est aujourd'hui exploité que sur 7 km de l'arrêt Pétange-Train 1900 jusqu'au Fond-de-Gras et du Fond-de-Gras à Bois-de-Rodange pour la ligne touristique Train 1900. Les deux derniers kilomètres ont été déferrés et un sentier pédestre occupe la plateforme.
La section de Fond-de-Gras à Bois-de-Rodange voit aussi la circulation de cyclo-draisines, les seules du Luxembourg.